# Latsamy Mingboupha
Latsamy Mingboupha   () és una política laosiana. És membre del Partit Popular Revolucionari de Laos. És representant de l'Assemblea Nacional de Laos per a la província de Louang Namtha (circumscripció 3).